# NGC 4608
NGC 4608 (другие обозначения — UGC 7842, MCG 2-32-177, ZWG 70.214, VCC 1869, PGC 42545) — линзообразная галактика с перемычкой (SB0) в созвездии Дева.
Этот объект входит в число перечисленных в оригинальной редакции «Нового общего каталога».
Предположительно составляет физическую пару с галактикой NGC 4596, находящейся на угловом расстоянии 19′ к западу.